# Dipsacus
Dipsacus es un género de plantas perteneciente a la antigua familia Dipsacaceae ahora subfamilia de  Caprifoliaceae, se conocen a los miembros de este género como cardos.  Comprende 78 especies descritas y de estas, solo 28 aceptadas.

## Descripción
Son plantas bienales herbáceas (es rara la planta perenne) que alcanza 1-2,5 metros de altura y son naturales de Europa, Asia y norte de África.
Las hojas son lanceoladas de 2-4 dm de largo y 3-6 cm de ancho con una fila de pequeñas espinas en la superficie inferior del nervio central.
Los cardos se identifican fácilmente por su tallo y hojas espinosas y sus flores color púrpura o rosa oscuro. Poseen una inflorescencia en forma de capítulo, con un sentido de floración anfípeto.

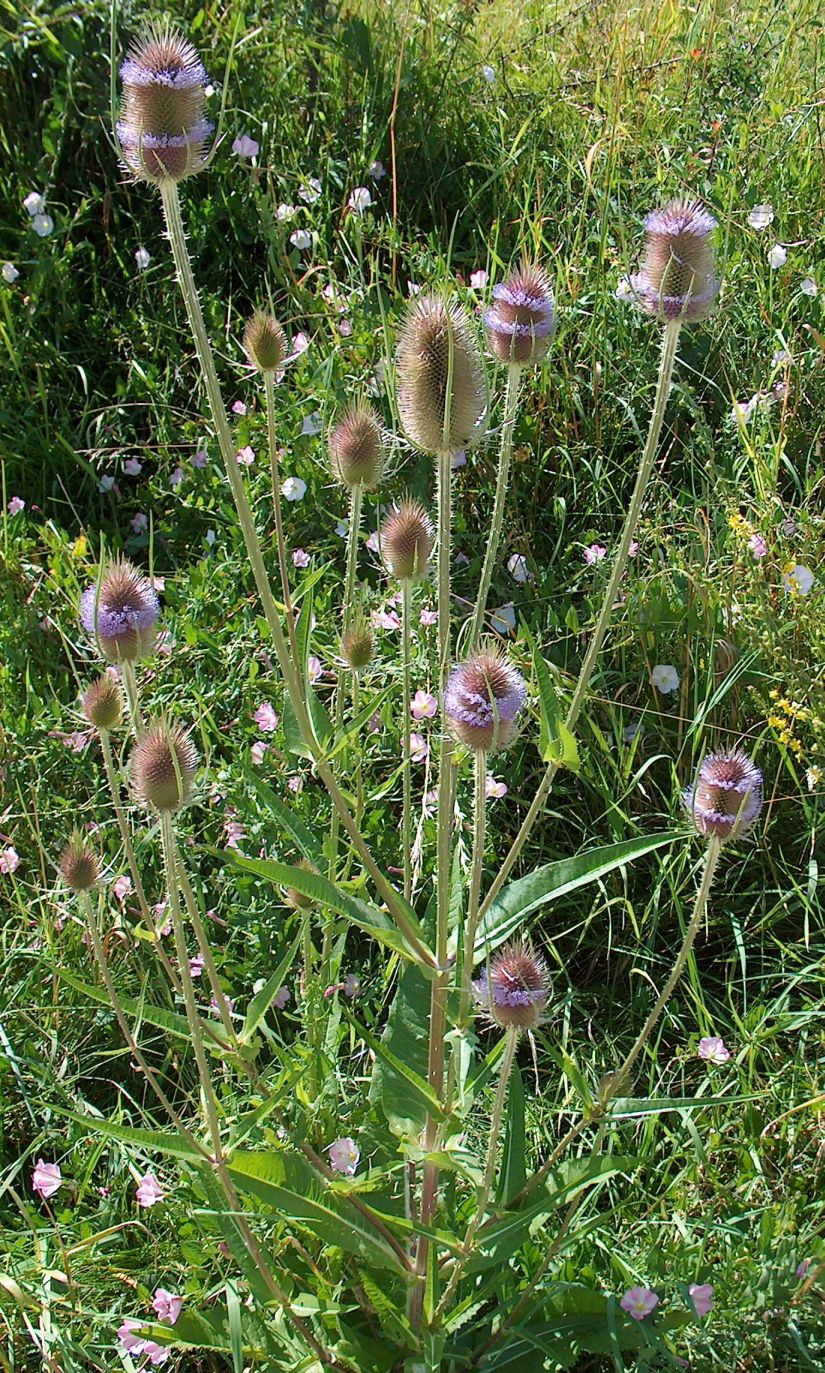
Cardo.

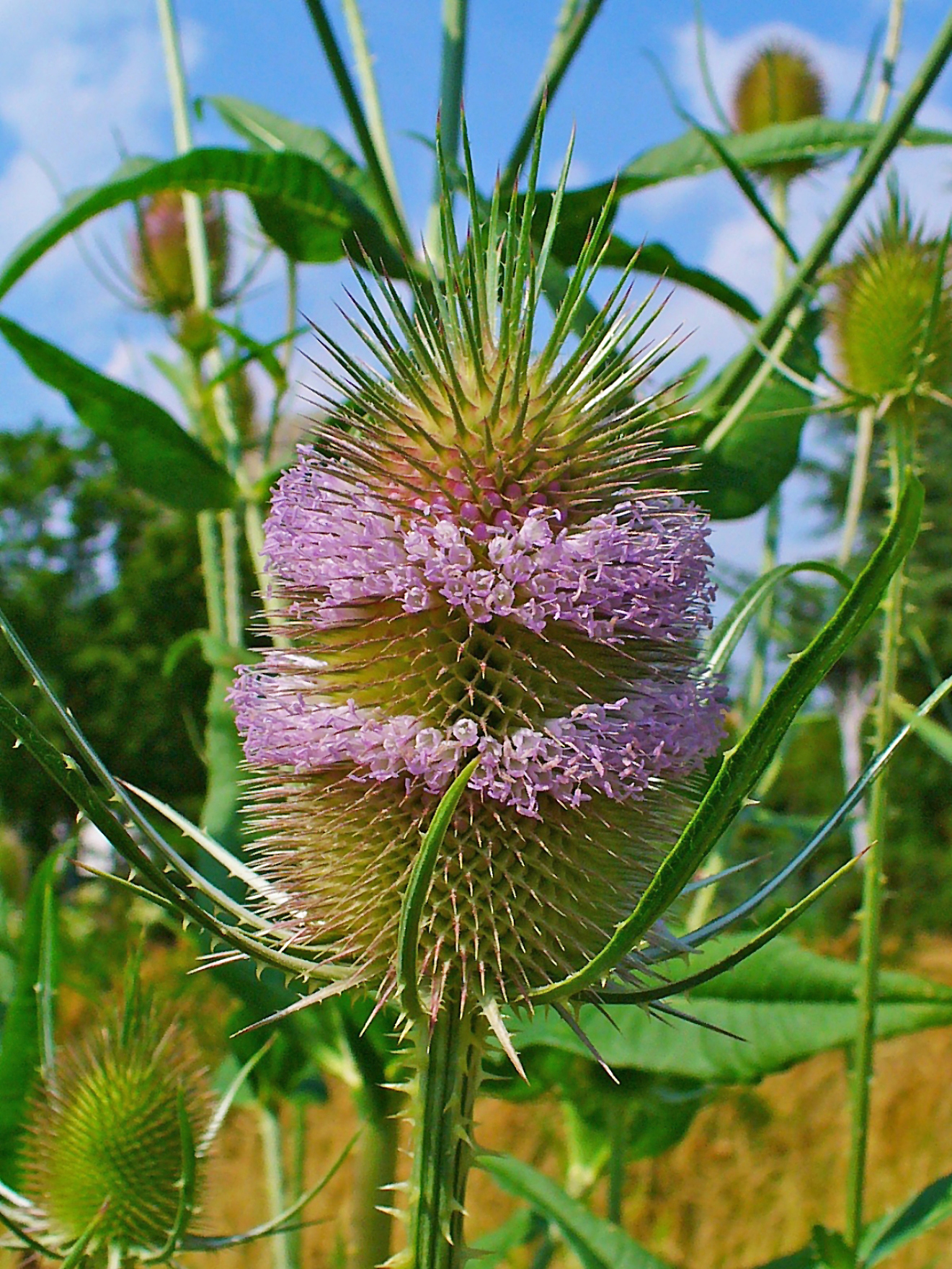
Dipsacus fullonum

## Planta protocarnívora
Algunas hojas no tienen peciolo y forman una cavidad donde se acumula el agua de lluvia donde se ahogan los insectos. Algunos botánicos consideran que esto es el inicio evolutivo de uno de los mecanismos de las plantas carnívoras y consideran las especies del género Dipsacus como protocarnívora.

## Taxonomía
El género fue descrito por Carlos Linneo y publicado en Species Plantarum 1: 97. 1753. La especie tipo es: Dipsacus fullonum (L.) S.G.Gmel.
Etimología
Dipsacus: nombre genérico que deriva del griego dípsakos; latinizado dipsacos  = en Dioscórides y Plinio, planta de tallos y hojas espinosas, y flores reunidas en cabezuelas espinosas, semejantes al erizo. Sin duda, se trata de las cardenchas –varias especies del género Dipsacus L. (Dipsacaceae), principalmente D. fullonum L.–. Según Dioscórides, en la versión de Laguna, “las hojas luengas, espinosas [...] las quales de dos en dos abraçan el dicho tallo por cada juntura, ò nudo, haziendo con sus partes baxas (con las que se juntan) ciertas concavidades, en que se recoja y reciba la lluvia o rocio, de donde vino esta planta a llamarse Dipsacos, que quiere decir sedienta” –gr. dípsa, = "sed".

## Especies seleccionadas
- Dipsacus acaulis (A.Rich.) Napper
- Dipsacus arcimusci Lojac.
- Dipsacus dubius E.H.L.Krause
- Dipsacus × fallax Simonk.
- Dipsacus ferox Loisel.
- Dipsacus fullonum (L.) S.G.Gmel.
- Dipsacus laciniatus Ucria
- Dipsacus microcephalus Martrin-Donos
- Dipsacus mitis D.Don
- Dipsacus pilosus L.
- Dipsacus roylei Klotzsch
- Dipsacus sativus (Honck.) Garsault
- Dipsacus silvester Kern.
- Dipsacus sylvestris Huds.
- Dipsacus valsecchii Camarda